# Alina Lassota
Alina Lassota (ur. 22 sierpnia 1962 w Wilnie) – polska poetka, reżyserka, publicystka, reporterka, scenarzystka i działaczka kulturalna działająca na Wileńszczyźnie i w Warszawie.

## Życiorys
Alina Lassota urodziła się w 1962 roku w Wilnie, w rodzinie od pokoleń mieszkającej na Litwie. Ukończyła studia z dziedziny języka polskiego i historii w Wileńskim Instytucie Pedagogiczym, następnie również Studium Estradowe. Studiowała reżyserię w Białymstoku. Od 1985 roku pracowała w redakcji dziennika „Czerwony Sztandar”, następnie zaś w „Kurierze Wileńskim”. 
Jako poetka zadebiutowała w latach osiemdziesiątych. W 1992 roku wydała tomik „Wileńskie preludia”, następnie zaś „Bez ostatniego kadru” (1993). Swoje wiersze drukowała w „Przekroju”, „Magazynie Wileńskim”, „Hejnale” i „Kontrastach”. W 2023 ukazał się dwujęzyczny tomik jej poezji  Weźmy na pamiątkę deszcz w ramach większej serii Ścieżkami wileńskiego słowa wydawanej przez Stowarzyszenie Literatów Polskich na Litwie. Tłumaczką wierszy Lassoty na język litewski została Nida Timinskaitė.
Jest wieloletnią uczestniczką festiwali poetyckich, w tym Maja nad Wilią oraz Mostów Poetyckich. Zajmuje się także reżyserią spektakli i widowisk poetycko-literackich. Działa zarówno w Wilnie, jak i Warszawie. Jest artystką wszechstronną. Jak twierdzi Paweł Krupka głównym walorem prezentacji artystycznych Lassoty jest ich interdyscyplinarny charakter, z udziałem słowa, muzyki, obrazu i ruchu. Minusem działalności Lassoty jest bardzo słaba promocja, która jest spowodowana tym brakiem mecenasa przez którą warszawiacy i wilnianie mają niewielki dostęp do jej twórczości.  
Jej poezje były tłumaczone na grecki, litewski, rosyjski i łotewski. Lassota sama tłumaczy niekiedy poezję z innych języków, choć jak podkreśla, jej językiem jest przede wszystkim polski. Przełożyła m.in. wiersze Juozapasa Kardelisa z języka litewskiego. Jeden ze swych wierszy poświęciła Janowi Pawłowi II.
Jest członkinią Stowarzyszenia Literatów Polskich na Litwie. W 1997 roku jej wiersze zostały wyróżnione nagrodą im. Witolda Hulewicza. W 2021 została odznaczona Srebrnym Krzyżem Zasługi.

## Źródła
- „Lassota, Alina”, [w:] Eugeniusz Kurzawa, „Słownik polskich pisarzy współczesnych Wileńszczyzny”, Lubuska Oficyna Wydawnicza, Zielona Góra 1995, s. 30
- „Lassota, Alina”, [w:] Mieczysław Jackiewicz, „Wileńska encyklopedia 1939-2005”, Warszawa 2007, s. 333